# クルマでいこう!
『クルマでいこう!』は、独立放送局ほかで放送されているテレビ神奈川 (tvk) 制作の自動車情報番組である。制作局のtvkでは2008年4月6日から放送中。番組開始時から2014年3月までのタイトルは『岡崎五朗のクルマでいこう!』（おかざきごろうのクルマでいこう!）だった。番組ロゴには『ENGINE FOR THE LIFE』（エンジン・フォー・ザ・ライフ）が配される。

## 概要
2008年3月まで放送された『新車ファイル クルマのツボ』の終了を受けて開始。本番組への移行とともに30分番組となった。また、収録スタジオも従来とは異なり、スタジオに車を配置することはなくなった。『新車情報』を起点とする一連のtvk制作自動車情報番組では初の、出演者（アシスタント）に女性アナウンサーを配さない構成となっている。

## 番組の流れ
番組はモータージャーナリストの岡崎五朗と藤島知子によるトークから始まる。番組はこれを軸に進行する。オープニングでその日に取り上げる車種を紹介した後は提供パート→CMとなり、番組前半には岡崎による試乗コーナーが入る。
メーカーの主催する試乗会に岡崎が出向き、試乗会周辺の道路等にて試乗コーナーの撮影を行う。箱根・河口湖周辺・横浜・湘南（逗子市・葉山町）での撮影が多い。一部輸入車の試乗コーナーについては、お台場から横浜周辺までの一般道や高速道路にて撮影を行っている。
試乗VTRが終わると、番組独自の基準であるSAFETY VISION ver2.0に基づいた安全性能評価(「よくできました」、「がんばりましょう」などが示される。また、今回の試乗での実燃費がカタログ燃費とともに紹介される。その後、藤島の所感も交え2人のトークが展開される。
中盤には藤島により後部座席やラゲッジスペースなどのユーティリティ面のチェックを撮影したVTRが流れる。説明はVTRにあわせて藤島がスタジオで行う。
その後、岡崎と開発責任者などの担当者とのトークが入る。トークはスタジオや試乗会場、撮影ロケ地である結婚式場前などで行われる。
コーナー終盤に差し掛かると岡崎と藤島による総合評価が出る（かつてはチャイムが鳴っていた）。岡崎は4点満点からの減点法、藤島は持ち点1点で合計5点満点での評価が下されていたが、2009年夏頃から岡崎、藤島がそれぞれフリップに良い点悪い点を書き、順に提示していく形式となった。
また、後半には「藤トモEYE（以前は、藤トモ流）」のコーナーがある(ないこともある)。これはその日に取り上げる車種とは関係なく（とはいえ紹介した車種に関係のある内容が多い）、車にまつわる様々な話題を流す。稀にバスやトラックなどの商用車を取り上げることもある。
『新車情報』時代から続いている自動車専門雑誌のプレゼントは、本番組でも継続されている。取り上げた車種のメーカーからのグッズもプレゼントされる場合もある。

## 紹介する車
番組スタートからしばらくの間は日本車の新型発表が少ない時期（東京モーターショー直前）と重なったため、取り上げる車種が外国車などの高級車中心となっていた。また不定期で「特別編」（レクサスの車種が多いが、2010年10月にはスズキのスイフトも。また、2012年10月にはスズキワゴンRを特集）のみを番販ネットする局もある（下記ネット局を参照）。特に、スイフトを取り上げた「スズキ新型スイフトスペシャル」（tvkで2010年10月16日放送）と「岡崎五朗のワゴンRでいこう！」（tvkで2012年10月6日放送）はスズキの1社スポンサーで放送されたために、多くの局に番販ネットで放送された。

## ENGINE FOR THE LIFE AWARD
「新車情報」時代の『新車情報大賞』と同様に、1年間の放送の中で取り上げた車種から視聴者投票により１位（AWARD）を決定するものである。
番組ホームページから投票を受け付け、新車情報大賞の時のようなマイナス票は無く最多得票を得た自動車に「ENGINE FOR THE LIFE AWARD」に決定し、受賞メーカー並びにインポーターには記念のプレートが贈呈される。

## 出演者
- 岡崎五朗（モータージャーナリスト） - 前番組から引き続き出演。
- 藤島知子（モータージャーナリスト・レーシングドライバー）

## スタッフ
- チーフプロデューサー：山崎哲央（tvk）
- プロデューサー・演出：松元広幸（tvk）
- ディレクター：高橋清光（tvk-coms）、佐藤光（ブレイクタイム）
- カメラマン：津田欣吾（ブレイクタイム）
- ナレーション：山田ヒロ
- 制作著作：tvk

## ネット局

### 現在のネット局
※2022年10月現在。
| 放送対象地域 | 放送局                | 系列    | 放送時間                     | ネット状況 |
| ------------ | --------------------- | ------- | ---------------------------- | ---------- |
| 神奈川県     | テレビ神奈川（tvk）   | 独立局  | 日曜 22:00 - 22:30           | 制作局     |
| 群馬県       | 群馬テレビ（GTV）     | 独立局  | 日曜 21:30 - 22:00           | 遅れネット |
| 岐阜県       | 岐阜放送（GBS）       | 独立局  | 日曜 22:30 - 23:00           | 遅れネット |
| 三重県       | 三重テレビ（MTV）     | 独立局  | 金曜 23:50 - 0:20            | 遅れネット |
| 和歌山県     | テレビ和歌山（WTV）   | 独立局  | 火曜 0:05 - 0:35（月曜深夜） | 遅れネット |
| 兵庫県       | サンテレビ（SUN）     | 独立局  | 火曜 21:30 - 22:00           | 遅れネット |
| 山形県       | テレビユー山形（TUY） | TBS系列 | 火曜 1:25 - 1:55（月曜深夜） | 遅れネット |

- そのほか、tvkの公式YouTubeチャンネルでも配信されている（1ヶ月遅れ）。
- 2023年3月20日から同月31日まで、tvk開局50周年記念イベントの一環として、期間限定で在京民放キー局5社が共同運営しているTVerでの配信を行った[2][3]。なお、本番組は日本テレビが運営している無料動画配信サービス「日テレ無料TADA!」に提供しており、TVerでは更にその供給を受ける形で配信されている。この経緯から、TVerでは日本テレビ系列の番組として扱われていた[4]。

### 過去のネット局
※系列が記載されていない局は独立放送局。
- KBS京都 - スポンサーの撤退に伴い、2009年3月にネット打ち切り。
- 長野朝日放送（テレビ朝日系列）- 打ち切り後、2010年11月に「スズキ新型スイフトスペシャル」を単発ネット。
- 千葉テレビ - 2009年3月打ち切り。2010年10月に「スズキ新型スイフトスペシャル」を単発ネット。
- 福島放送（テレビ朝日系列）
- 奈良テレビ - 2015年9月26日をもってネット打ち切り。

### 特別編のみオンエアする局
- BSフジ
- テレビ埼玉 - 2010年3月をもってネットを打ち切り、以後は特別編のみを放送。
- TOKYO MX

#### スズキ新型スイフトスペシャルのみをオンエア
- 青森朝日放送
- 岩手朝日テレビ
- 秋田朝日放送
- ミヤギテレビ
- 山形テレビ
- とちぎテレビ
- 新潟テレビ21
- テレビ山梨
- 静岡朝日テレビ
- 北日本放送
- 北陸朝日放送
- 福井放送
- テレビ愛知
- テレビ大阪

- 日本海テレビ
- 広島ホームテレビ
- 山口朝日放送
- 瀬戸内海放送
- 南海放送
- 高知放送
- TVQ九州放送
- 長崎文化放送
- 熊本県民テレビ
- 大分朝日放送
- テレビ宮崎
- 鹿児島読売テレビ
- 琉球朝日放送
- BS朝日

#### スズキ新型スイフトスペシャルと岡崎五朗のワゴンRでいこう！の両方をオンエア
- テレビ北海道
- 長野朝日放送

### ケーブルテレビでのネット局
- エルシーブイ：毎週月曜 8:00 - 8:30、毎週火曜 7:30 - 8:00 ほか
- となみ衛星通信テレビ：毎日 6:00 - 6:30、17:00 - 17:30 ほか
- 宮崎ケーブルテレビ：毎週火曜・木曜 10:00 - 10:30、毎週土曜 24:30 - 25:00 ほか